# Idioma maskoki
El idioma creek, muscogee o maskoki es una lengua amerindia hablada por la Nación Maskoki y los indios seminola en Florida y Oklahoma. Es hablado apenas por 4300 personas. Forma parte de la familia de las lenguas muskogui.

## Fonología
La fonología del creek parece ser: , 
|                   | Labial | Alveolar | Palatal | Velar | Glotal |
| ----------------- | ------ | -------- | ------- | ----- | ------ |
| Oclusiva          | p      | t        |         | k     |        |
| Africada          |        |          | ʧ       |       |        |
| Fricativa         | f      | s        |         |       | h      |
| Fricativa Lateral |        | ɬ        |         |       |        |
| Nasal             | m      | n        |         |       |        |
| Lateral           |        | l        |         |       |        |
| Semivocal         | w      |          | j       |       |        |

/ʧ/ se escribe <c>, /ɬ/ es escribe <r>, y /j/ es escribe <y>.
|             | Anterior  | Central   | Posterior |
| ----------- | --------- | --------- | --------- |
| Cerrada     | i iː ĩ ĩː |           |           |
| Semicerrada |           |           | o oː õ õː |
| abierta     |           | a aː ã ãː |           |

## Reglas de acentuación
La sílaba clave de una palabra se observa a menudo con un signo diacrítico. Ésta es la última sílaba de la palabra con tono normal; las siguientes sílabas son menores en tono:

### Palabras formadas únicamente por sílabas ligeras
ifá: 'perro'
itìwanàjipíta: 'conectar el uno con el otro'
ahìtsitá: 'el que busca al otro'
amìfotsì: 'mi cachorro'
hitsíta: 'el que ve al otro'
ifótsi: 'cachorro'
isìmahìtsitá: 'el que vigila al otro'
imàhitsíta: 'el que busca a alguien'